# Династія Малла
Династія Малла (бл. 1201–1779 роки) — династія, що панувала в долині Катманду. Повалена династією Шах, що заснувало королівство Непал.

## Історія
Походження династії є дискусійною. Перші представники відносили себе до родичів династії лічхавів. В подальшому називали себе нащадками династії Карнат. Натепер більшість дослідників відносить Малла до представники знаті з народу майтхілі. Перші згадки про клан малла (з санскриту перекладається як «борець») відносять до XII ст. Припускають, що тоді вони склали певну групу кштаріїв в Непалі. За іншою легендою засновник династії Арідева полюбляв боротися, тому на знак успіху отримав прізвисько Малла.
1200/1201 року Арімалла ймовірно за підтримки Нарсімхадеви з династії Карнат повалив послаблену династію Тхакурі, захопивши владу в долині Катманду. Перші представники династії боролися за зміцнення держави та об'єднання долини і навколишніх далин. Втім після 1255 року, коли внаслідок потужного землетрусу загинув правитель Абхаямалла і 1/3 населення Катманду починається боротьба за владу між двома гілками династії — Бхонта і Тріпура. Водночас протягом 1275—1335 років тривало запекле протистояння було з державою Кхас з долини Джумла (там також панувала власна династія Малла). 1312 року внаслідок поразки Джаянандадеви, Малла з Катманду визнає зверхність Ріпу Малли з держави Кхас.
З посиленням Делійського султанату багато кшатріїв і брахманів з Біхару стали втікати до долини Катманду. 1311 року мусульмани захопили та зруйнували Патан. Найбільш помітною з цих частих міграцій була міграція, яка сталася після нападу на державу Карната султанського війська у 1324 року. Тоді магараджа Харісімхадева разом з почтом, багатьма знатними і жрецькими родинами втік до Катманду.
У 1345—1346 роках держава Малла зазнала потужного нападу з боку Шамс ад-діна Ільяс-шаха, султана Бенгалії. В результаті мусульмани зруйнували палаци доби Лічхавів — Манагріха і Кайлашкута, усі храми в долині Катманду, за винятком храму Чангу Нараян. В результаті багато історичних будівель, хронік про початкову історію Непалу було знищено.
За часів Джаярджунамалли починає відродження та стабілізація політичного і економічного становища держави. Але нове піднесення відбувається за Джястітімалли, що став засновником так званої Третьої династії Малла. 1382 року зумів об'єднати долину Катманду та кодифікувати законодавство з врахуванням принципів кастової системи та дхарми стародавніх релігійних текстів. Цей легендарний збірник традицій розглядався як джерело правових реформ у ХІХ і ХХ століттях.
Після смерті Джаястітімалли його сини розділили королівство і правили колегіально, поки Джаяджіотірмалла знову не об'єднав державу. На часів наступного правителя — Джаяякш'ямалли династія і держава досягли найбільшого піднесення. Було розширено владу за межі долини на південь. Разом з тим намітилося протистояння земельної аристократії і прадханів (міського патриціату). В офіційних документах все частіше стали застосовувати неварську мову.
1482 року після смерті Джаяякш'ямалли державу було розділено між його синами Бактапур (Раямалла), Катманду (Ратнамалла). Ця доба називається «Період трьох царств». Колишні залежні та напівнезалежні князівства швидко стали самостійними. 1580 року відокремився в самостійну державу Патан. Непал на той час розпався на більш ніж 50 самостійних князівств. В подальшому Бактапур і Катманду постійно боролися за об'єднання держави. Це вдавалося на деякий час, яку 1597 року Сівасімхамалла, магараджа Катманду, підкорив Патан, але після його смерті 1620 року той здобув став самостійним. Поступово Бактапур поширив владу до річки Дудх Косі на сході, Катманду контролював території на півночі і на заході до Нувакота, а Патан включав території на південь до Макванпура.
У XVI ст., коли перші падишахи імперії Великих Моголів активно підкорювали північну та центральну Індії багато раджей з почтами і родинами втекли до долини Катманду. Легенди вказують на те, що багато невеликих князівств у західному Непалі виникли в результаті міграції та завоювання цими раджами. Разом з тим правителі трьох царств познайомилися з вогнепальною зброєю та гарматами, стала поширюватися система джаґірів.
Протягом XVI—XVII ст. відбувалися постійні військові конфлікти між трьома царствами, куди були втягнути племінні союзи (конфедерації) чаубісі й байсі. У 1729 році невдовзі після встановлення фактичного цінського панування в Тибеті магараджі трьох царств надіслали привітання та подарунки імператору Кансі, що спричинило визнання останнім держав Катманду, Патан і Бактапур як данників Цін.
Водночас, у 1629 році, відбуваються перші контакти з європейцями (португальцями),. 1715 року в Катманду було засновано місію ордена капуцинів. З 1764 року торговельні інтереси починають стикатися з Британською Ост-Індською компанією.
При цьому 1743 року Прітхві Нараян Шах з князівства Горха, почав об'єднання Непалу. 1765 року він почав наступ на долину Катманду. Три царства об'єдналися та звернулися до Британської Ост-Індської компанії по допомогу. 1767 року їх військо в битві при Кіртірпурі було переможено. 1768 року війська Прітхві Нараян Шаха повалили династію Малла в державах Каманду і Патан. 1769 року було повалено Ранаджитмаллу, магараджу Бактапура, що став останнім правлячим представником Малла в Непалі. Владу перебрала династія Шах, що заснувало королівство Непал.
Після поразки нащадки магарадж з династії Малла залишили долину Катманду й оселилися в різних частинах Непалу. Їхні нащадки використовували прізвища Рагхубансі, Раджбанші, Прадхананга.

## Територія
В часи найбільшого піднесення (2-а пол. XV ст.) кордони на півдні сягали річки Ганг, північ — кордону з Тибетом, заході — долини річки Ґандакі, сході — Сіккіму.

## Устрій
На чолі стояв маграджахіраджа (в часи трьох царств — магараджа), влада якого була обмежена аристократами і брахманами. Разом з тим кастовий поділ став більш жорсткішим.

### Магараджахіраджи
- Арімалла (1201—1216)
- Ранасура (1216—1223)
- Абхаямалла (1216—1255)
- Джаядевамалла (1255—1258)
- Джаябхімадева (1258—1271)
- Джаясімхамалла (1271—1274)
- Анантамалла (1274—1310)
- Джаядіт'ядева (1280—1293)
- Джаянандадзева (1310—1320)
- Джаярудрамалла (1320—1326)
- Джаярімалла (1320—1344)
- Наякадеві (1326—1347)
- Харічандра (1326—1355)
- Гопала (1335—1341)
- Джагатсімха (1341—1347)
- Раджаладеві (1347—1385)
- Джаяраджадева (1347—1361)
- Джаярджунамалла (1361—1382)
- Джаястітімалла (1382—1395)
- Джаяджйотірмалла (1395—1428)
- Джаякітімалла (1395—1403)
- Джаядхармамалла (1395—1408)
- Джаяякш'ямалла (1428—1482)

## Військо
Основу армії Малла складали солдати-тірхути з Північного Біхару та частини Тераї, тоді як воєначальники та вожді були набрані з родин кшатріїв.

## Економіка
Основу становили землеробство, ремісництво і торгівля. Добрі кліматичні умови сприяли вирощуванню в значній кількості харчів, які зазвичай продавалися у міста або подорожуючим торгівцям, прочанам. Закріпилася приватна феодальна власність на землю. Представники більшості каст вступали у відносини з урахуванням сільськогосподарського виробництва, найбільше нагадуючи дадамані — систему взаємозобов'язань, що являла собою своєрідну організацію поділу праці становому суспільстві Індії. Це не стосувалося каст феодальних земельних власників — бражанів і шрештха, — відносини яких з іншими кастами носили характер феодальної експлуатації.
З XIV ст. відбувається постійне зростання міст, насамперед Катманду, Патану, Бактапуру, Банепи. З середини ХУІІІ ст. поширюється універсальне, рілле землеробство, розвивається територіальний поділ праці.
Посередницька торгівля мала особливе значення, чому сприяло вигідне географічне розташування. Долина Катманду була відправною точкою для двох окремих маршрутів до Тибету: через Банепу на північний схід і через Расува та долину Киронг поблизу Лангтанга на північний захід. Взимку торговці переходили через джунглі Тераї, щоб уникнути малярії, а потім чекали в Катманду, поки гірські перевали відкриються влітку. Торгували мускусом, вовною, сіллю, китайським шовком, худобою.

### Монети
Тривалий час карбували монети за зразком монет делійського султана. Це були так званні срібні танка в 10 г, що прийшли на зміну срібному даму. Існували номінали 1⁄4, 1⁄32, 1⁄128, 1⁄512 танка. Більшість із цих монет не мали назв і дат. Особливо поширеними вони стали у напочатку-середині XVI ст. Остання відома така монета викарбувана в Патані 1639 року.
Нова система карбування монет постала наприкінці XVI — початку XVII. Спочатку монети називалися мхендрамаллі, потім мохари. Вага їх була 5.4 г срібла. Зображення було зі складних геометрично орнаментованих меж, що оточували центральний квадрат або коло, з легендами письмом нагарі. На аверсі були присутні ім'я магараджі, його титул та дата коронації, а на реверсі — різні символи, іноді з додатковим титулом або релігійною формулою. З часом певний вплив на зображення монет мали монети могольських падишахів Акбара і Джаханґіра. Існували номінали 1⁄4 мохара (відома якмохар-сукі) і 1⁄128 (мохар-дам)
У середині XVI ст. Катманду, Бактапур і Патан отримали право карбувати монети для Тибету з використанням тибетського срібла, що ще більше збагатило скарбниці, оскільки магараджі самі визначали вміст срібла, а вартість власне монети залишалася незмінною.

## Культура
За часів ранніх Малла встановлюються культурні та релігійні зв'язки з Тибеток. Джаябхімдевамалла в 1260 році відправив 80 ремісників (серед них Ажаніко) були відправлені до тибетського правителя Пагба-лами.
Малла були послідовниками індуїстського культу бога Шиви, але в той же час їх вважали реінкарнацією бога Вішну. Разом з тим їх віротерпимість до буддизму призвела до піднесення цієї релігії в Непалі. За часів магараджахіради Харічандри у XIV ст. покровителькою династії була визнана богиня Таледж Бгавані (її втіленням вважається Кумарі).

### Архітектура
В Період трьох царств відбувається розквіт унікальної культури долини Катманду, саме в цей час старі палацові комплекси в столицях Бактапур, Катманду і Патан набули значної частини своїх сучасних форм. Правителі змагалися між собою у зведенні храмів та прикрашанні святинь. В Катмандубуло споруджено царський комплекс Хануман Дока та штучний став Рані Покхарі, що стали принадою міста. Храми, на думку дослідників, є яскравими проявами мистецтва та архітектури пізнього Середньовіччя. В Непалі завдяки Малла збережено давні традиції мистецтва, архітектури та релігійної літератури, які зникли в інших районах Індостану.

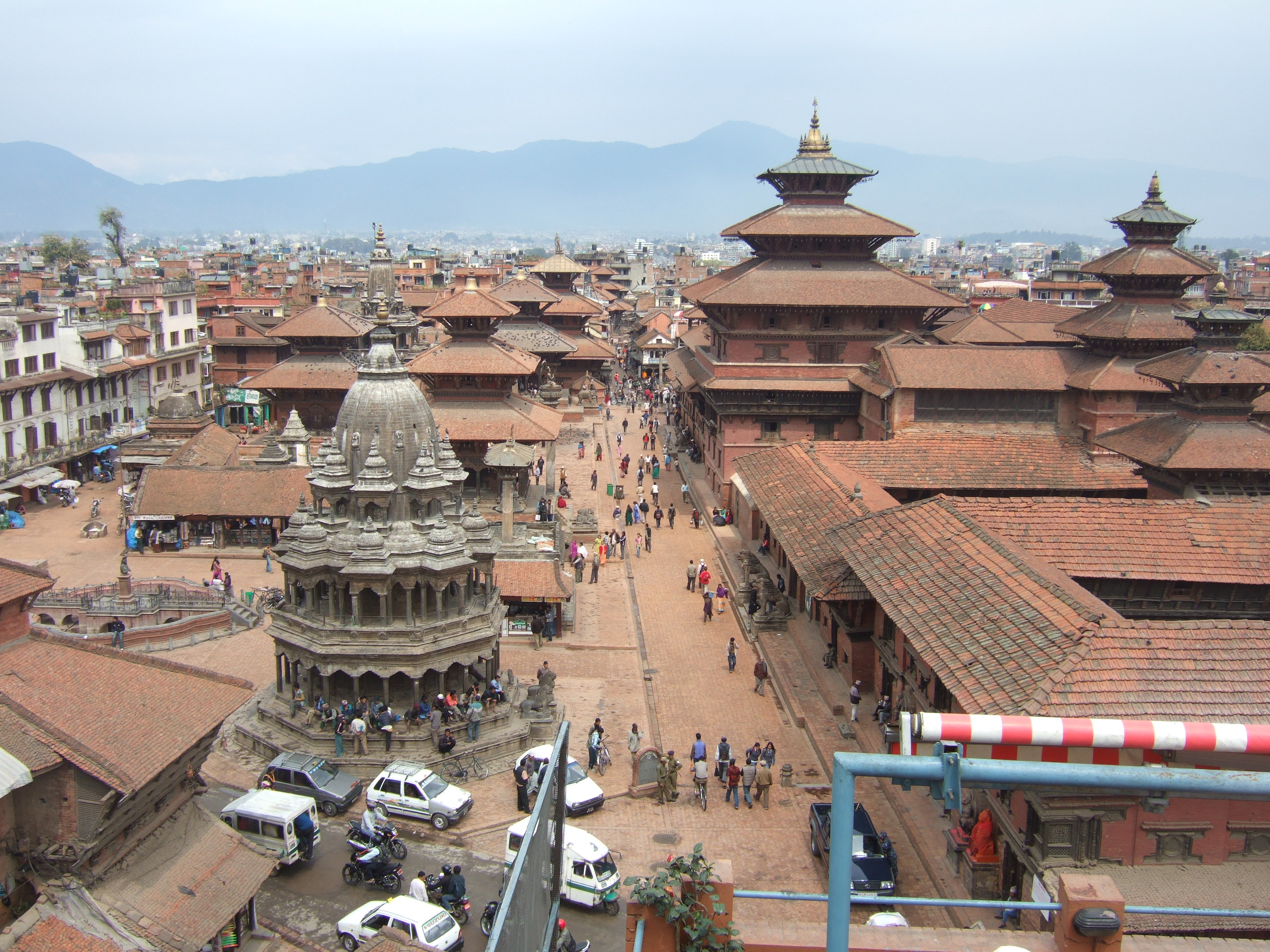
Палац магараджі і храм в Патані
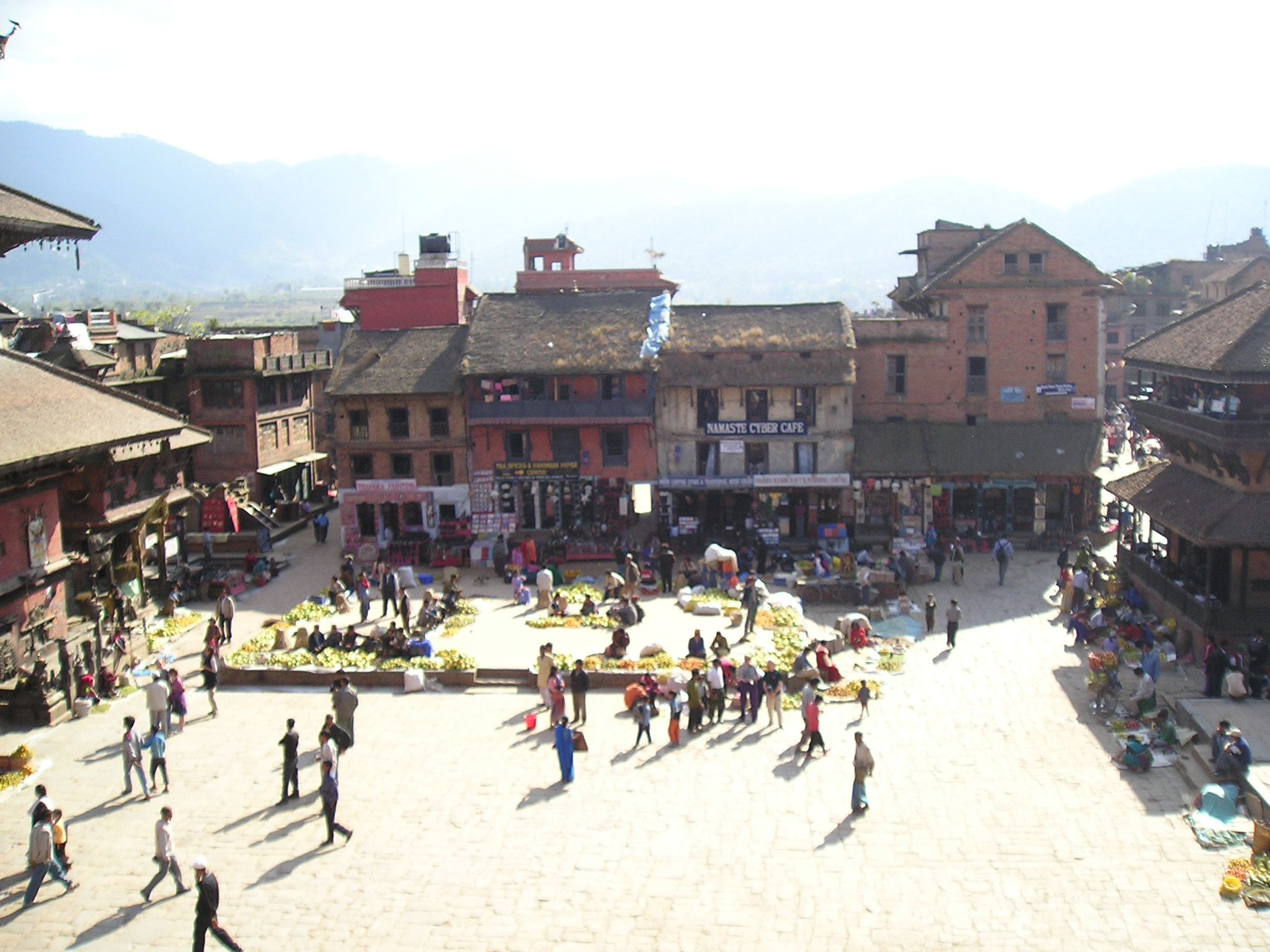
Площа Таумаді в Бактапурі
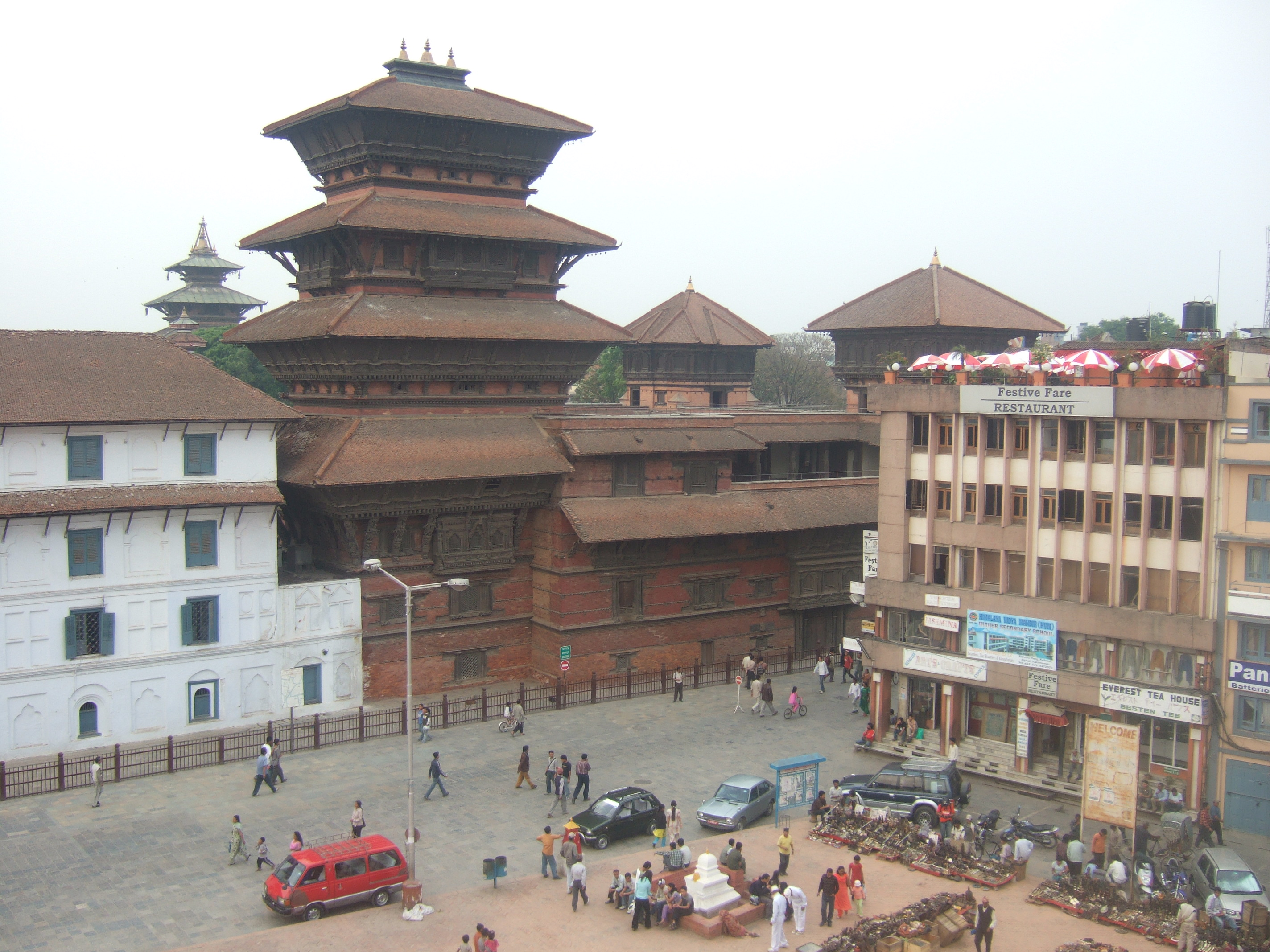
Старий палац магараджі в Катманду
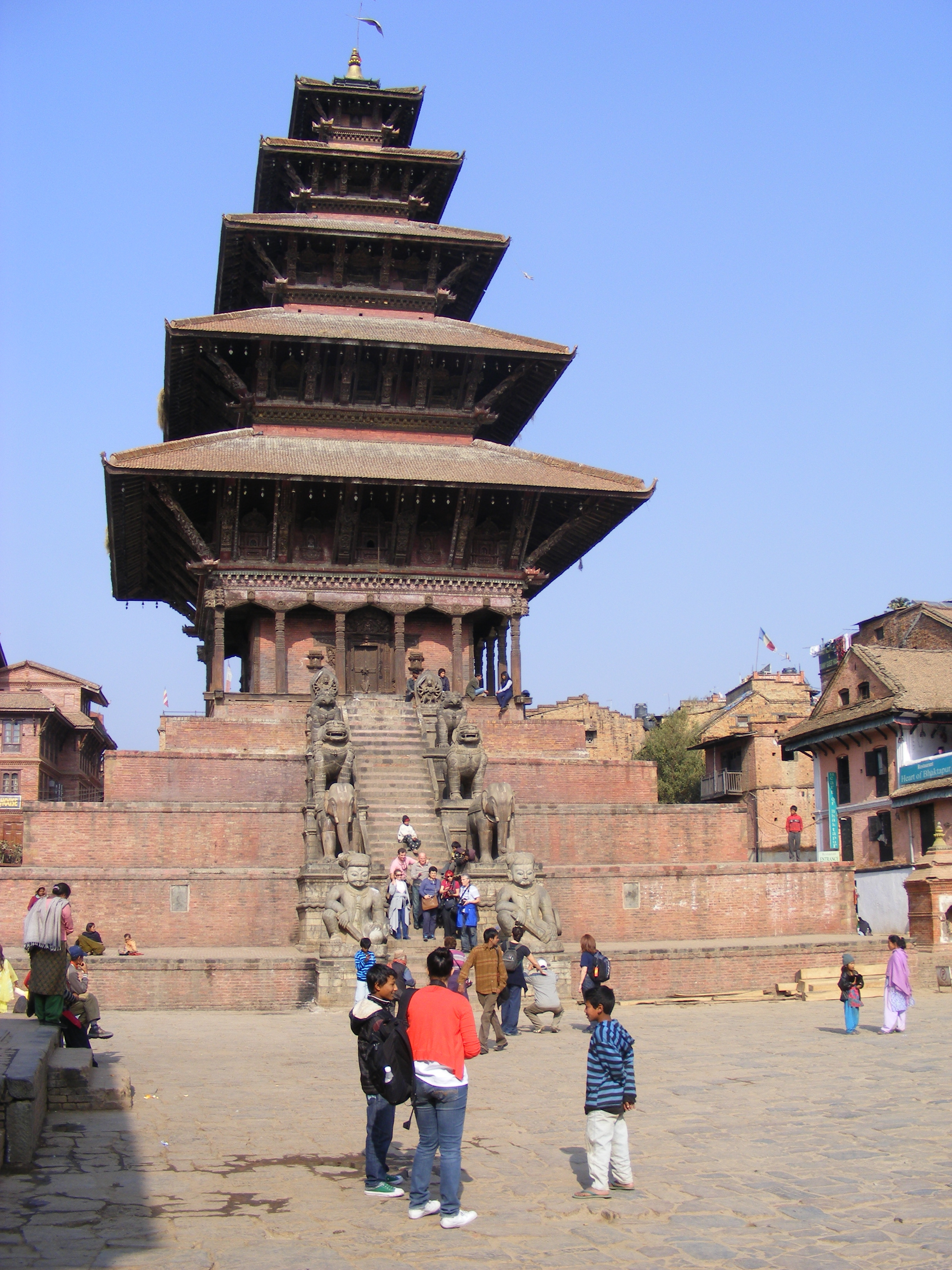
Храм Н'ятопола (5-поверхова пагода) в Бактапурі
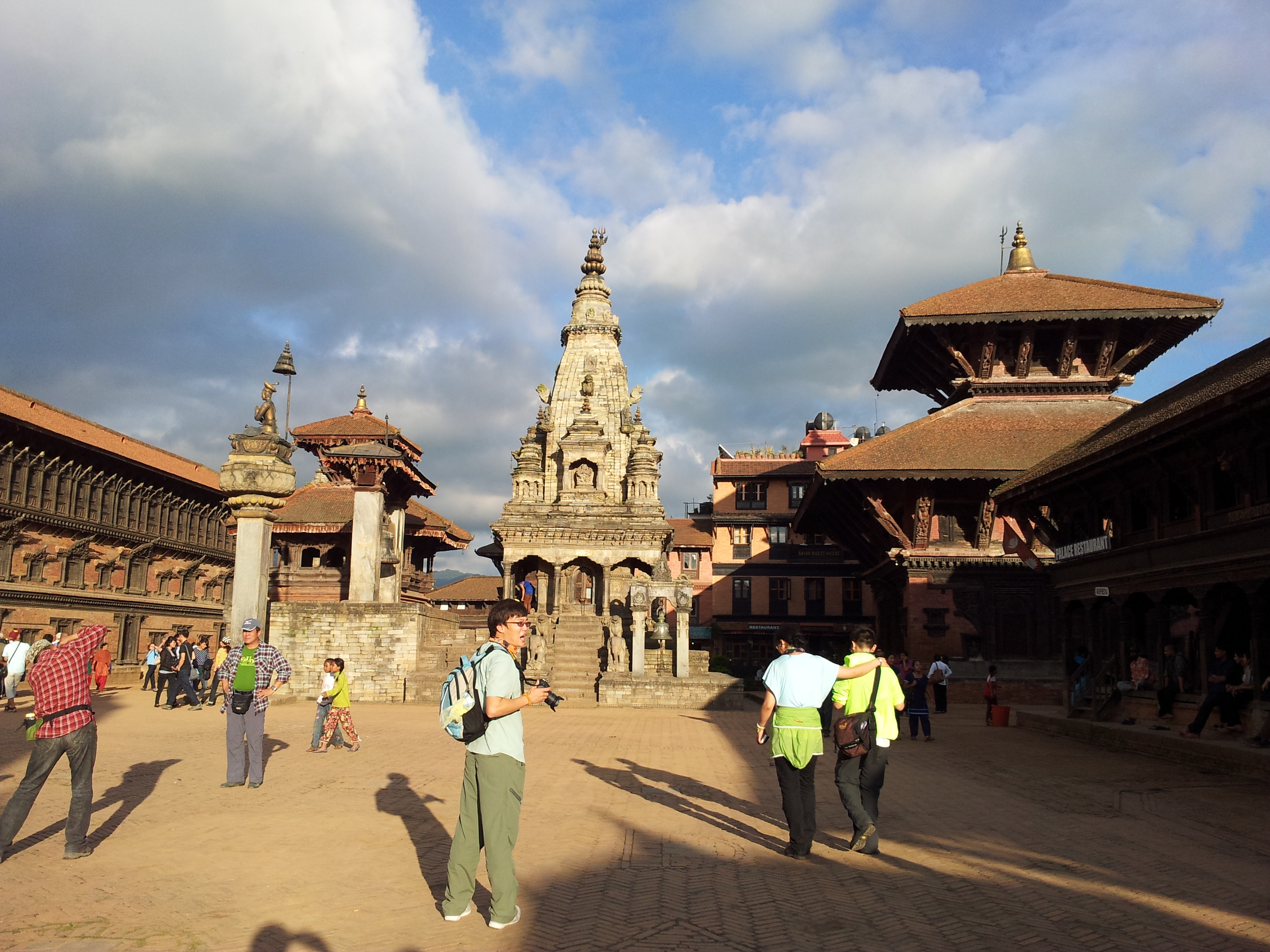
Площа Дурбар в Бактапурі
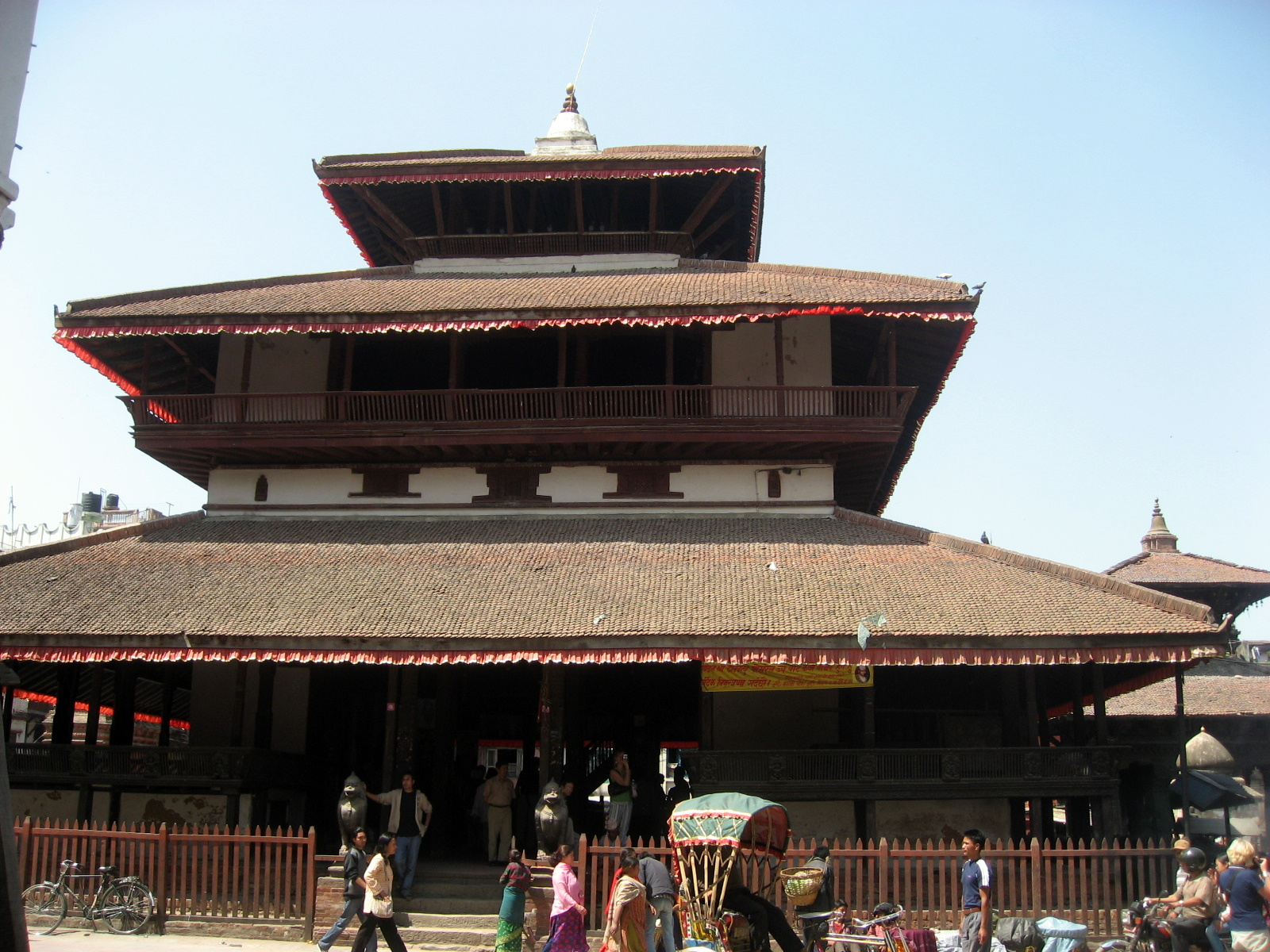
Комплекс Кастамандап в Катманду

### Мова
Спочатку офіційні документи складалися санскритом. Неварська мова регулярно використовувався як літературна мова з XIV ст. і був основною мовою в міських районах і торгових колах. Майтхілі стала придворною мовою у XVII ст. На заході була поширена мова народу кхас.